# Über außersinnliche Wahrnehmung
Über außersinnliche Wahrnehmung ist ein Essay von Stanisław Lem. Verfasst wurde es 1974 als Reaktion auf eine Diskussion über Okkultismus im Feuilleton der polnischen Zeitschrift „Literatura“, in der sich auf Lem berufen wurde. Lem leitet seinen Diskussionsbeitrag damit ein, dass er „mit einem Gefühl des Überdrusses“ verfasst worden sei, um anschließend verschiedene Spielarten des Okkultismus auf ihre wissenschaftliche Verifizierbarkeit zu untersuchen. Er kommt zum Fazit, dass das Thema insbesondere von Modeströmungen bestimmt sei und die jeweiligen Phänomene nicht wissenschaftlich belegbar seien. Konkrete unerklärliche Fälle seien möglicherweise stochastisch erklärbar. Sollte je eine wissenschaftliche Deutung einer spezifischen Gruppe von jetzt als „okkult“ geltenden Phänomenen erklärbar werden, dann allenfalls als „ungewollt und nebenbei“ anfallende Erkenntnis einer fortgeschrittenen Wissenschaft.

## Inhalt
Eingangs konstatiert Lem, das Thema eigne sich nicht für feuilletonistische Debatten, zum Anlass – den Memoiren eines „Hellsehers“  – äußere er sich ungern. Die okkulten Moden kämen und vergingen unter anderem mit der Möglichkeit ihrer Entlarvung, ein Trend spiritistischer Sitzungen sei so durch die Erfindung von Nachtsichtgeräten beendet worden. Grundsätzlich seien bei der Analyse des Okkulten zwei Gesetzmäßigkeiten erkennbar: einmal eine Orientierung am Zeitgeist, was Phänomene wie auch die Versuche ihrer Erklärung oder Systematisierung angehe. Zweitens: das Verharren im Ankündigen und Verheißen, wobei sich aber nichts davon jemals erfülle. Die Versuche, mittels Gedankenübertragung die Inhalte einer Spielkarte an ein Medium zu übermitteln, zeigen so beispielsweise immer wieder Ergebnisse jenseits dessen, was die Statistik erwarten lässt, jedoch seien solche statistischen Ausreißer bei ausreichend vielen Versuchen vollkommen erwartbar und ihrerseits Teil der Zufallsverteilung.
Im Folgenden versucht Lem eine Quantifizierung des Widerspruchs okkulter Phänomene zu wissenschaftlichen Thesen. So sei Telepathie auf der Ebene der Informationstheorie praktisch unmöglich, da sie eine quasi instantane Informationsgewinnung aus einem hochkomplexen, entfernten System (dem Gehirn) behauptet. Physikalisch sei bereits das Lokalisieren des zu lesenden Gehirns im Raum analog unmöglich. Aus Sicht der Evolutionstheorie ist das Vorhandensein einer solchen Möglichkeit der Informationsübertragung bei einer Spezies ein hocheffizienter Selektionsvorteil, der sich unbedingt durchsetzen würde, was indessen nicht geschah. Die implizit folgende Annahme des Okkultismus, praktisch alle großen und leistungsfähigen wissenschaftlichen Modelle der Welt seien falsch, spitzt Lem noch zu: nachdem verschiedene Okkultisten unterschiedliche (und widersprüchliche) Deutungen ihrer „Fähigkeit“ behaupten, müssten die Modelle sogar auf mehrere verschiedene Weisen falsch sein.
Lem schließt mit der Betrachtung, dass manche als okkult betrachtete Phänomene möglicherweise durchaus einen wissenschaftlich nachprüfbaren Hintergrund haben, dies jedoch in nebensächlicher Art. Er veranschaulicht die These am Beispiel eines hypothetischen Neandertalers, der mit einem spielenden Radio konfrontiert ist. Dieser sieht sich vor der Wahl, von Zauberei oder von kleinen Menschen im Kasten auszugehen. Beide Annahmen sind falsch, erst das Wissen um Elektromagnetismus und den maxwellschen Gleichungen ermöglicht ein tiefergehendes Verständnis des Sachverhalts, bei dem die konkreten Stimmen aus dem Radio indessen eine vollkommene Nebensächlichkeit sind.

## Parallelen in anderen Werken
Eine letztendlich ergebnislose Untersuchung okkult scheinender Phänomene aus kriminalistischer wie auch stochastischer Sicht beschreibt auch Lems bereits 1959 erschienener Roman Die Untersuchung.

## Ausgaben
Erstausgabe: Über außersinnliche Wahrnehmung. In Essays. Insel Verlag Frankfurt am Main, 1981. ISBN 3-458-04970-3